# UTC−08:30
UTC-8:30 là giờ cho quần đảo Pitcairn của Anh , cách giờ trung bình Greenwich 8 giờ 30 phút.